# Die sieben verdrehten Sachen
Die sieben verdrehten Sachen ist ein Märchen, das im maltesischen und italienischen Sprachraum bekannt ist.

## Handlung
Ein König gelobte einst, sieben Brunnen graben zu lassen, die anstatt von Wasser solange Öl für die Armen spenden sollten, bis sein Sohn, den er sich dafür wünschte, das fünfzehnte Lebensjahr erreicht. Nachdem er seinen Sohn bekam, erfüllte er sein Gelöbnis und nach fünfzehn Jahren fingen die Ölbrunnen an zu versiegen. Da beobachtete der Prinz einmal eine alte Frau dabei, wie sie das Öl tröpfchenweise mit einer Eierschale sammelte, also nahm er ein Steinchen und warf ihr diese aus der Hand. Die Alte blickte sich um, entdeckte aber niemanden und so wiederholte er sein Treiben, sodass er ihr insgesamt sieben Mal die Eierschale zerwarf. Dann aber erwischte sie ihn, woraufhin sie ihm wünschte, dass er die sieben verdrehten Sachen finden und heiraten möchte.
Der Prinz begab sich daraufhin auf die Reise, um die sieben verdrehten Sachen zu finden, wobei er einem alten Mann begegnete, der ihm riet, vier Tieren, einem Esel, der Knochen frisst, einem Hund, der Klee frisst, einer Henne, die in Fischabfällen wühlt, und einer Katze, die Kleie frisst, zu sagen, dass wenn er Zeit hätte, er ihnen die richtige Nahrung anbieten würde. Ebenso solle er ein Blutmeer, in dem er baden würde, eine Eiterquelle, aus der er trinken würde, und eine verdrehte Treppe, die er betreten würde, vertrösten. Zuletzt sollte er sich im Laden einer türkischen Bäckerin sieben hohle Früchte besorgen. Gesagt, getan, brach er die sieben bekommenen hohlen Nüsse auf und nacheinander sprangen sieben hübsche Mädchen aus ihnen heraus, die bis auf die letzte, der er dann Essen beschaffte, sofort verhungerten. Sie beschlossen zu heiraten und begaben sich dafür auf den Heimweg zum Vater des Prinzen.
Die hässliche Bäckerin aber neidete es dem Mädchen und so versuchte sie die sieben verdrehten Sachen gegen die beiden aufzubringen, jedoch schlugen diese ihre Anliegen ab, da der Prinz ihnen ja geholfen hätte, wenn er Zeit gehabt hätte. Also verfolgte sie die beiden, und als der Prinz seine Braut zurückließ, um sie beim König anzukündigen, stach die Neidische dieser eine Nadel in den Kopf, sodass sie sich in eine Taube verwandelte. Die Bäckerin nahm sodann ihren Platz ein, erklärte ihr verändertes Aussehen durch die Sonnenglut, dem sich der Prinz fügte, doch der König verbot die Hochzeit. Dem Prinzen flog daraufhin die weiße Taube zu, aus deren Kopf er dann die Nadel Nadel zog, wodurch das Mädchen erlöst wurde, die böse Bäckerin den Tod fand und danach eine sieben Tage lange Hochzeit gefeiert wurde.

## Versionen und Hintergrund
Diese Version des Märchens stammt aus Berta Ilgs Maltesische Märchen und Schwänke (2 Bände, Leipzig 1906/1907, Nr. 15) und erhielt im Deutschen den Titel Die sieben verdrehten Sachen. Gyula Ortutay veröffentlichte in seinem Buch Das Schloss an den goldenen Ketten eine sehr ähnliche italienische Version, die im Deutschen den Titel Die sieben Verdrehtheiten trägt.
Eine ungarische Roma-Variante des Märchenerzählers Lajos Ámi verzichtet auf das Motiv der sieben verdrehten Sachen. In ihr verflucht eine alte Hexe einen Prinzen dazu rastlos umherzuwandern, bis er eins der drei Marin-Mädchen heiratet, da er ihr mit einem Stein Eier zerbrochen hatte. Der Prinz findet die drei Mädchen dann, kann den ersten beiden aber kein Wasser geben, wodurch sie zu Staub zerfallen. Das letzte lässt er dann an einem Brunnen zurück, um einen Wagen zu holen, doch vergisst er es durch ein Pulver der Hexe, die ihn daraufhin ihre eigene Tochter heiraten lässt. Die Machenschaften der Hexe fliegen schließlich auf, was ihr Leben sowie das ihrer Tochter kostet und es wird die Hochzeit von dem Marin-Mädchen und dem Prinzen gefeiert. Diese Version wurde 1959 von Sándor Erdész aufgezeichnet und von ebenjenen in dem Werk Ámi Lajos meséi (Budapest 1968) veröffentlicht. Sie ist unter AaTh 408: Die drei Orangen einzuordnen und bekam im Deutschen den Titel Der verwunschene Prinz.
Das Märchen Die verwünschte Prinzenbraut von Johann Reinhard Bünker, das aus dem Heanzenland stammt und ebenfalls ohne die sieben verdrehten Sachen auskommt, vermischt Motive aus Schneewittchen mit dem Stoff. In diesem schneidet sich ein Prinz, woraufhin er sich eine Braut so weiß und so rot, wie sein Blut im Schnee wünscht. Er findet diese dann und kann sie trotz der sie verfolgenden Mutter der Braut, die eine Zauberin ist, in sein Heimatland bringen. Dort wird der Braut aber, durch das Zutun einer Hexe, die ihrer Tochter zur Heirat mit dem Prinzen verhelfen will, eine Nadel in den Kopf gestochen, sodass sie eine Taube wird und davonfliegt. Das Unterfangen endet jedoch tödlich für die Hexe sowie ihre Tochter und die Braut wird wieder zurückverwandelt.